# 松下えみ
松下 えみ（まつした えみ、1981年4月27日 - ）は、日本の女子キックボクサー、実業家、デザイナー。T-KIX GYM所属。初代Krush女子アトム級および第2代J-GIRLSピン級王者。プレストフラワーを使ったアクセサリーの販売を手がける「POSHL」の代表。本名は松下 絵美（読み同じ）。静岡県沼津市出身。

## 来歴
28歳からダイエット目的でキックボクシングを始める。2010年にT-KIX GYMに入門し、同年6月26日に30歳の記念としてKAMINARIMONでアマチュアデビューし、判定負け。2012年8月5日、MuayYoko第19回大会で2試合出場し2試合とも勝利。アマチュア戦績20戦をもってプロ転向を決意。

### プロデビュー
2012年9月2日にBigbangが開催した「BIGBANG10」でプロデビュー。アマチュア時代に3回対戦し1勝1敗1分の相手湯山綾香と対戦し判定勝ち。
2012年11月18日にJ-NETWORKが開催したJ-GIRLS2012 アトム級ニューヒロイントーナメントに出場。1回戦でeneos朱里と対戦し本戦1-0で勝っていたものの、延長3-0で判定負け。
2013年5月19日、J-GIRLS2013 アトム級次期挑戦者決定トーナメントに出場。1回戦で優勝候補のキラッ☆Chihiroと戦い、3-0の判定負け。
2013年7月28日、J-GIRLS2013 アトム級ランキング査定試合にて、JEWELS KICK47kg級王者の百花と戦い、3-0で判定勝ちしアトム級ランキング入り。
2013年9月1日、J-GIRLS2013 48kg契約で1階級上のトップランカー、ミニフライ級1位の美保と戦い、判定0-1のドローと善戦。
2013年12月14日、J-NEXUS 2013 ～蹴っていいトモ！～に出場。47kg契約で1階級上のチャンピオン紅絹に挑むも、判定0-3で判定負け。
2014年2月23日、J-FIGHT&J-GIRLS 2014 1st 初代ピン級王者決定トーナメントに出場。1回戦で吉野楓花と対戦し本戦1-0、延長2-1で判定勝ち。
2014年4月13日、J-FIGHT&J-GIRLS 2014 2nd 初代ピン級王者決定トーナメント準決勝でMARIと対戦し本戦3-0で判定勝ちし、決勝に進む。ランキングがピン級3位となる。
2014年7月27日、J-FIGHT&J-GIRLS 2014 4th 初代ピン級王者決定トーナメント決勝でキラッ☆Chihiroと対戦し本戦2-1で惜しくも判定負け。ランキングがピン級1位となる。
2014年10月26日、TRIBELATE初代ピン級タイトルマッチへの出場が決まっていたが、練習中の全治3か月の骨折により出場を辞退。
2015年3月21日、タイ・バンコクでおこなわれた1st World MAC game 2015 にて、初ムエタイルールに挑戦。タイ人選手Pimchanocと対戦し、4RKO勝ち。
2015年5月9日、TRIBELATEピン級タイトルマッチをおこない、判定勝利。初ベルトを獲得する。
2015年9月6日、J-FIGHT&J-GIRLS 2015 6thにて、J-GIRLSピン級次期王者挑戦者決定トーナメント決勝戦で吉野楓香と再戦し、延長の末勝利。キラッ☆Chihiroとのタイトルマッチが決まる。
2015年12月6日、Bigbang23にてBigbang初代ピン級タイトルマッチを佐藤怜南とおこない、判定勝利。２本目のベルトを獲得する。
2015年12月11日、J-NEXUS2015に中5日の強行出場。同郷の女子プロキックボクサーが怪我のため、代打出場だった。
2016年5月29日、J-FIGHT&J-GIRLS 2016 2ndにて、タイトルマッチが決まっていたキラッ☆Chihiroの急な王座返上を受け、J-GIRLSピン級暫定王座に認定され、国内3本目のベルトを巻いた。
2016年12月25日、J-GIRLSピン級正規王座をかけて、COMACHIと王座決定戦を争い判定でくだし、J-GIRLSピン級正規王者となった。

### Krush王座獲得
2017年9月8日にKrushが開催した「Krush.80」で行われた初代Krush女子-45kg王座決定トーナメント準決勝にて、トーナメント本命と目された平岡琴を3-0の判定で下す。
2017年12月9日、Krush.83にて初代Krush女子-45kg王座決定トーナメント決勝にて、COMACHIを判定で下し、初代Krush女子-45kg王者となった。
2018年6月30日、Krush.89にて初代Krush女子-45kg王座防衛戦にて、443を判定で下し、初の防衛に成功した。
10月25日、次期挑戦者に新人の高梨knuckle美穂が選ばれたことに不満を示し、王座を返上した。

## 戦績

### プロキックボクシング
| キックボクシング 戦績 | キックボクシング 戦績 | キックボクシング 戦績 | キックボクシング 戦績 | キックボクシング 戦績 | キックボクシング 戦績 | キックボクシング 戦績 |
| --------------------- | --------------------- | --------------------- | --------------------- | --------------------- | --------------------- | --------------------- |
| 29 試合               | (T)KO                 | 判定                  | その他                | 引き分け              | 無効試合              |                       |
| 20 勝                 | 1                     | 18                    | 0                     | 1                     | 0                     |                       |
| 8 敗                  | 0                     | 8                     | 0                     | 1                     | 0                     |                       |

| 勝敗 | 対戦相手                       | 試合結果                                | 大会名 | 開催年月日     |
| ○    | 443                            | 3分3R 終了3-0                           | Krush.89 【Krush女子-45kg防衛戦】                                                                                 | 2017年12月9日  |
| ○    | COMACHI                        | 3分3R 終了3-0                           | Krush.83 【Krush女子-45kg初代王者決定トーナメント決勝】                                                           | 2017年12月9日  |
| ○    | 平岡琴                         | 3分3R 終了3-0                           | Krush.80 【Krush女子-45kg初代王者決定トーナメント準決勝】                                                         | 2017年9月8日   |
| ○    | C-CHAN                         | 2分3R 終了3-0                           | NJKF2017 1st | 2017年2月19日  |
| ○    | COMACHI                        | 2分5R 終了3-0                           | J-GIRLS 2016 【J-GIRLS ピン級王座決定戦】                                                                         | 2016年12月25日 |
| ×    | ペンペット・ソーティヤンチャイ | 2分3R 終了3-0                           | タイ・ウドンターニー                                                                                              | 2016年9月2日   |
| ○    | 宗田智美                       | 2分3R 終了3-0                           | J-NEXUS 2015 | 2015年12月11日 |
| ○    | 佐藤伶南                       | 2分3R 終了3-0                           | Bigbang23 | 2015年12月6日  |
| ○    | 吉野楓香                       | 2分3R 終了0-1 延長2分1R 終了3-0         | J-FIGHT&J-GIRLS 2015 6th 【J-GIRLSピン級次期挑戦者決定トーナメント決勝】                                          | 2015年11月8日  |
| ○    | 実証DATE                       | 2分3R 終了3-0                           | Bigbang22 | 2015年9月6日   |
| ×    | MIO                            | 2分3R 終了 判定3-0                      | シュートボクシング 【Girls S-cup2015 -48kg 日本トーナメント】                                                     | 2015年8月21日  |
| ○    | 実証DATE                       | 2分3R 終了 判定3-0                      | SB&J-GIRLS 2015 女祭り                                                                                            | 2015年5月24日  |
| ○    | 佐藤伶南                       | 2分3R 終了 判定3-0                      | TRIBELATE 【TRIBELATEピン級タイトルマッチ】                                                                       | 2015年5月9日   |
| ○    | COMACHI                        | 2分3R 終了 判定3-0                      | J-FIGHT&J-GIRLS 2015 2nd 【J-GIRLSピン級次期挑戦者決定トーナメント準決勝】                                        | 2015年4月19日  |
| ○    | Pimchanoc                      | 2分4R KO                                | 1st World Martial Arts Council Games 2015                                                                         | 2015年3月21日  |
| ○    | 新井美穂                       | 2分3R終了 判定3-0                       | J-FIGHT&J-GIRLS 2014 5th                                                                                          | 2014年9月21日  |
| ×    | キラッ☆Chihiro                 | 2分3R終了 判定2-1                       | J-FIGHT&J-GIRLS 2014 4th 【J-GIRLS初代ピン級王座決定トーナメント決勝】                                            | 2014年7月27日  |
| ○    | MARI                           | 2分3R終了 判定3-0                       | J-FIGHT&J-GIRLS 2014 2nd 【J-GIRLS初代ピン級王座決定トーナメント準決勝】                                          | 2014年4月13日  |
| ○    | 吉野楓花                       | 2分3R終了 判定1-0 延長2分1R終了 判定2-1 | J-FIGHT&J-GIRLS 2014 1st 【J-GIRLS初代ピン級王座決定トーナメント一回戦】                                          | 2014年2月23日  |
| ×    | 紅絹                           | 2分3R終了 判定0-3                       | J-NEXUS 2013 ～蹴っていいトモ！～                                                                                 | 2013年12月14日 |
| ×    | COMACHI                        | 2分3R終了 判定1-1 延長2分1R終了 判定0-3 | J-FIGHT in SHINJUKU ～vol.33～ 夜の部                                                                             | 2013年10月20日 |
| △    | 美保                           | 2分3R終了 判定0-1                       | J-GIRLS 2013 ～Victorious Goddess 4th～                                                                           | 2013年9月1日   |
| ○    | 百花                           | 2分3R終了 判定3-0                       | J-GIRLS 2013 ～Victorious Goddess 3rd～ 【J-GIRLSアトム級ランキング査定試合】                                     | 2013年7月28日  |
| ×    | キラッ☆Chihiro                 | 2分3R終了 判定0-3                       | J-GIRLS 2013 ～Victorious Goddess 2nd～ 【J-GIRLSアトム級次期挑戦者決定トーナメント一回戦】                       | 2013年5月19日  |
| ○    | 宗田 智美                      | 2分3R終了 判定3-0                       | REBELS.15 | 2013年4月14日  |
| ○    | キラッ☆Yuuki                   | 2分3R終了 判定3-0                       | J-GIRLS 2013 ～Victorious Goddess 1st～                                                                           | 2013年2月3日   |
| ×    | eneos朱里                      | 2分3R終了 判定1-0 延長2分1R終了 判定0-3 | J-GIRLS 2012 ～Platinum's In The Ring FINAL～ with J-FIGHT 【J-GIRSアトム級ニューヒロイン決定トーナメント一回戦】 | 2012年11月18日 |
| ×    | 楓花                           | 2分3R終了 判定0-3                       | Krush-EX 2012 vol.5                                                                                               | 2012年10月21日 |
| ○    | 湯山 綾香                      | 2分3R判定3-0                            | BIGBANG10 | 2012年9月2日   |

### アマチュアキックボクシング
| キックボクシング 戦績 | キックボクシング 戦績 | キックボクシング 戦績 | キックボクシング 戦績 | キックボクシング 戦績 | キックボクシング 戦績 | キックボクシング 戦績 |
| --------------------- | --------------------- | --------------------- | --------------------- | --------------------- | --------------------- | --------------------- |
| 20 試合               | (T)KO                 | 判定                  | その他                | 引き分け              | 無効試合              |                       |
| 13 勝                 | 2                     | 11                    | 0                     | 2                     | 0                     |                       |
| 5 敗                  | 2                     | 3                     | 0                     | 2                     | 0                     |                       |

| 勝敗 | 対戦相手   | 試合結果           | 大会名               | 開催年月日    |
| ○    | 大友美咲恵 | 90秒2R終了 判定3-0 | Muay Yoko 第19回大会 | 2012年8月5日  |
| ○    | 佐藤奈穂美 | 90秒2R終了 判定3-0 | Muay Yoko 第19回大会 | 2012年8月5日  |
| ×    | 伊藤紗弥   | 2R TKO             | JEWELS 20th RING     | 2012年7月21日 |
| ○    | MEGU       | 2R TKO             | TAKE OVER Vol.2      | 2012年7月1日  |

## 獲得タイトル
- 初代Krush女子アトム級王座
- 第2代J-GIRLSピン級王座
- 初代Bigbangピン級王座
- 第2代TRIBELATEピン級王座
- International and Thai Martial Arts Festival and Games 2018 45kg female Proam Muaythai 金メダル
- International and Thai Martial Arts Festival and Games 2017 45kg female Proam Muaythai 金メダル
- World Martial Arts Council Games 2015 45kg female Pro Muaythai 金メダル

## 掲載メディア
- フォルクスワーゲン・ライフスタイル・ブック Vol.4（徳間書店 2018年7月 ISBN 978-4198-270339）